# Kalendarium historii Gabonu
Kalendarium historii Gabonu – uporządkowany chronologicznie, począwszy od czasów najdawniejszych aż do współczesności, wykaz dat i wydarzeń z historii Gabonu.
- koniec XVI w. – Gabon został posiadłością Holendrów[1]
- XIX w. – Gabon został posiadłością francuską[1]
- 1839 – podpisano traktat z lokalnymi władcami w kwestii przynależności Gabonu do Francji[1]
- 1844 – rozpoczęcie misji katolickiej[1]
- 1849 – założono Libreville[2]
- 1875–85 – wyprawa Pierre'a Savorgnana de Brazza na terenach obecnego Gabonu[1]
- 1885 – de Brazza został komisarzem generalnym Francji na tzw. Zachodzie Afryki[1]
- 1886 – utworzono kolonię Gabon[1]
- 1888 – kolonię Gabon włączono do kolonii Kongo Francuskie[1]
- 1898–lata 30. XX w. – masowe wydobywanie kauczuku przez wielkie kompanie[1]
- 1910 – Gabon znalazł się w składzie Francuskiej Afryki Równikowej[1]
- 1944 – Francja przyznała Gabonowi samorząd[1]
- 1946 – Gabon uzyskał status terytorium zamorskiego Francji[1]
- 1946 – założono Gaboński Blok Demokratyczny[1]
- 1958 – Gabon uzyskał status republiki autonomicznej w ramach Wspólnoty Francuskiej. Premierem został Léon M'ba[1]
- 17 sierpnia 1960 – Gabon proklamował niepodległość[1]
- 1961 – Léon M'ba został prezydentem Gabonu[1]
- 1964 – przeprowadzono nieudany zamach stanu, udaremniony dzięki francuskiej armii[1]
- 1967 – umarł urzędujący prezydent i premier M'ba. Władzę objął Omar Bongo[1]
- 1968 – Omar Bongo wprowadził system jednopartyjny[1]
- lata 70.–80. XX w. – okres dynamicznego rozwoju gospodarczego Gabonu dzięki liberalizmowi gospodarczemu, dochodom z ropy naftowej i handlu z Francją[1]
- 1981 – w Paryżu powstał Ruch Odnowy Narodowej (MORENA) sprzeciwiająca się autorytarnym rządom w Gabonie[1]
- 1985 – Ruch Odnowy Narodowe utworzył rząd emigracyjny[1]
- 1986 – w wyniku spadku cen ropy naftowej przeprowadzono reformy gospodarcze zmniejszające uzależnienie gospodarki od dochodów z ropy[1]
- 1990 – w wyniku fali demonstracji wprowadzono system wielopartyjny[1]
- 1990–1991 – wybory parlamentarne[1]
- 1993 – wybory prezydenckie wygrał Omar Bongo[1]
- 1994 – powołano nowy rząd koalicyjny, ustanowiono Senat, ogłoszono terminy wyborów samorządowych i parlamentarnych oraz zmieniono ordynacje wyborczą[1]
- 1995 – w wyniku referendum znowelizowano konstytucję[1]
- 1997 – poprawki konstytucyjne wydłużyły kadencję prezydenta do siedmiu lat oraz wprowadziły stanowisko wiceprezydenta[1]
- 2003 – poprawka konstytucyjna zapewniła nieograniczony czas urzędowania prezydentowi[1]
- 8 czerwca 2009 – śmierć Omara Bongo. Władzę przejął jego syn, Ali Bongo[1]
- 2023 – zamach stanu. Ali Bongo zostaje aresztowany, a władzę w kraju przejmują wojskowi na czele z Brice Clotaire Oligui Nguemą[3].